# Ho-Kriege
Die Ho-Kriege (thailändisch สงครามปราบฮ่อ, RTGS Songkhram Prap Ho, wörtlich Krieg zur Unterdrückung der Ho) wurden von südchinesischen paramilitärischen Banden ausgelöst, die zwischen 1865 und 1890 in Tonkin, Nordlaos und Nordthailand eindrangen und dort erfolgreich bekämpft wurden.

## Invasion der Flaggenbanden der Ho
Mitte der zweiten Hälfte des 19. Jahrhunderts drangen chinesische Marodeure, die so genannten Flaggenbanden, aus dem Süden von Yunnan im nördlichen Laos ein und verwüsteten weite Gebiete. Sie waren Gesetzlose und Ausgestoßene und flohen infolge der Unterdrückung des Taiping-Aufstands im südlichen China. Die Thai und Lao identifizierten sie fälschlicherweise mit den zur gleichen Zeit aus Südchina nach Südostasien emigrierenden muslimischen Hui-Chinesen, die sie Ho nannten. Sie drangen 1865 als „Schwarze Flaggen“ und rivalisierende „Gelbe Flaggen“ zunächst in Tonkin im heutigen Nordvietnam ein, wo sie Basislager am Oberlauf des Roten Flusses errichteten. 

## Gegenwehr der Vietnamesen und der Qing

### Schwarze und Gelbe Flaggen
Die Schwarzen Flaggen konnten unter ihrem Anführer Liu Yung-fu eine gewisse Eigenständigkeit in Annam erreichen, dessen König Tự Đức sie als Gegengewicht zum französischen Einfluss in Indochina einsetzte. Die Gelben Flaggen konnten sich allerdings nicht als halbwegs legale Macht etablieren und wurden durch eine gemeinsame Operation der Schwarzen Flaggen, der Annamiten und der Qing-Kräfte vertrieben. Nach dem Ende ihres Anführers, Huang Chung-ying, der gefangen und exekutiert wurde, flohen die Gelben Flaggen nach Westen und bedrohten die Gebiete der Tai-Völker um Sip Song Chu Thai im heutigen Nordvietnam und Nordost-Laos.

### Rote und Gestreifte Flaggen
Weiter im Westen drangen um 1872 weitere von den Qing-Truppen geschlagene Banden der Ho nach Laos ein, das damals ein Vasallenstaat von Siam war. Diese neuen Banden wurden Rote und Gestreifte Flaggen genannt, um sie von den älteren zu unterscheiden. Auf ihrem Zug in den Süden nahmen sie fast ganz Luang Phrabang ein. 1873 plünderten die Roten Flaggen sogar Dien Bien Phu, während die Gestreiften Flaggen die laotische Ebene der Tonkrüge kontrollierten. 
1874 organisierten König Oung Kham von Luang Phrabang und Monarch Tự Đức von Vietnam eine konzertierte Aktion, bei der Streitkräfte beider Reiche die Eindringlinge vertreiben sollten. Sie wurden von den Ho geschlagen und dabei der Prinz von Phuan, Ung, getötet. Die siegreichen Ho drangen weiter in den Süden und nahmen Vientiane ein, woraufhin Oun Kham den siamesischen König Chulalongkorn (Rama V.) um Hilfe ersuchte.

## Die Ho und die Reaktion Siams

### Beginn der Auseinandersetzungen
Im Frühjahr 1875 überquerten siamesische Truppen bei Nong Khai den Mekong und versuchten, das Hauptquartier der Ho bei Chiang Kham zu erobern. Die Ho zogen sich daraufhin in die Berge bei Phuan und Huaphan zurück, so dass die Siamesen später im Jahr Laos wieder verließen und die bewaffneten Ho wieder auftauchten und nach Belieben plündern konnten.

### Zweite siamesische Operation
Chao Oun Kham musste 1883 erneut die Siamesen zu Hilfe rufe, nachdem die Ho-Banden erneut Luang Phrabang bedrohten. König Chulalongkorn entsandte eine siamesische Armee, der überwiegend Soldaten aus dem Isan und aus Nord-Thailand angehörten. Der britische Landvermesser James McCarthy nahm an der Expedition teil und nannte sie "unausgereift, schlecht vorbereitet und am Ende erfolglos". Er notierte: "Als wir nach Laos eindrangen, erhielten wir Nachricht von den Ho, quälende Berichte ihrer Verwüstungen der Dörfer, deren Einwohner sie abschlachteten, verstümmelten oder in die Gefangenschaft davonschleppten". Und weiter berichtet er als Augenzeuge, dass die Tempel geschändet und bewusst zerstört würden und Berge von Palmblattbüchern unter freiem Himmel lägen, die bald für immer verloren wären, wenn nicht jemand sich ihrer annehmen würde.
Schließlich reiste McCarthy nach Luang Phrabang, um mit den Kommandeuren zu beratschlagen. Die Ho waren nach Mueang You gegangen, das eigentlich vom Prinzen von Sukhothai hätte verteidigt sein sollen. Dieser lag jedoch wegen der Malaria darnieder und hatte sich mit seinen Truppen nach Luang Phrabang zurückgezogen. Somit lag die Garnison offen für die Ho, die den Außenposten einnahmen und seine Umzäunung niederbrannten. Nach Einsetzen der Regenzeit im Juni wurde die Bedrohung durch die Malaria größer als die der Ho. Deshalb zogen sich die siamesischen Truppen nach Luang Phrabang und über den Mekong nach Nong Khai zurück.

## Schlacht vom Februar 1885
Anfang 1885 begannen die Kämpfe in Laos erneut, doch konnten während der dreimonatigen Auseinandersetzungen keine Erfolge erzielt werden. Die Ho-Banden waren mit modernen Repetiergewehren bewaffnet und in der Guerilla-Taktik ausgebildet. Sie versuchten ihre Feinde zu demoralisieren, indem sie Gefangene verstümmelten, versteckte Fallen mit angespitzten Pfählen einrichteten und nächtliche Überfälle durchführten.
Die siamesischen Truppen rückten dennoch am Morgen des 22. Februar 1885 gegen das Fort der Ho vor, das 400 m mal 200 m maß, von einem Zaun aus Bambus umgeben und durch sieben etwa zwölf m hohe Aufbauten gesichert wurde. Die laotischen und siamesischen Truppen gingen in Gruppen zu je 50 Mann vor und sicherten sich durch eine mobile Palisade. Die Angreifer hatten sechspfündige Berggeschütze zu ihrer Verfügung (Howitzer), doch für diese war nicht genügend Munition vorhanden. Als um 2 Uhr der siamesische Kommandant schwer verwundet wurde, brach man den Angriff ab. 

## Ende der Ho
Die Ho waren möglicherweise vom Gouverneur von Yunnan in den Süden gesandt worden, um die Franzosen zu provozieren. Dies mag für die Schwarzen Flaggen in Tonkin gelten, doch hatten die Ho offenbar andere Ziele. Die Ho setzten ihre Unternehmen bis in die Mitte der neunziger Jahre des 19. Jahrhunderts fort, ehe die vereinte Macht der Siamesen und der französischen Kolonialtruppen sie vertrieb.

## Wirkung
Die Ho-Kriege sind heute weitgehend vergessen. Vor dem Stadthaus von Nong Khai steht ein Denkmal zu Ehren der siamesischen und laotischen Soldaten, die während der Ho-Kriege getötet worden sind. Vor dem Hauptquartier der Polizei steht ein moderneres Monument für die Toten. Nahe dem Wat Angkhan am Ufer des Mekong ist ein kleinerer Garten der Sorgen, wo Witwen der Soldaten ihre Trauer ausdrücken konnten.